# Nederlandse gemeenteraadsverkiezingen 1994
De Nederlandse gemeenteraadsverkiezingen in 1994 waren reguliere gemeenteraadsverkiezingen in Nederland. Zij werden gehouden op 2 maart 1994 in 622 (van de 636) gemeenten.

## Geen verkiezingen in verband met herindeling
In de volgende gemeenten werden op 2 maart 1994 geen gemeenteraadsverkiezingen gehouden omdat zij recent betrokken (geweest) waren bij een herindelingsoperatie:
- Herindeling per 1 januari 1994

In de gemeenten Boxmeer, Cuijk, Grave, Heesch, Landerd, Oss, St.Anthonis en Veghel waren al herindelingsverkiezingen gehouden op 1 december 1993.
- Herindeling per 1 januari 1995

In de gemeenten Noord-Beveland, Sluis-Aardenburg en Tholen werden herindelingsverkiezingen gehouden in november 1994.

## Opkomst
| 1994                        | # stemmen  | %     |
| --------------------------- | ---------- | ----- |
| Kiesgerechtigden            | 11.695.101 |       |
| Niet opgekomen              | 4.061.042  | 34,72 |
| Opkomst                     | 7.634.059  | 65,28 |
| Ongeldige en blanco stemmen | 38.065     | 0,50  |
| Geldige stemmen             | 7.595.994  | 99,50 |

## Landelijke uitslagen
| Naam partij                     | # stemmen | % stemmen |
| ------------------------------- | --------- | --------- |
| overige partijen en combinaties | 1.686.468 | 22,20     |
| CDA                             | 1.639.859 | 21,59     |
| PvdA                            | 1.283.611 | 16,90     |
| VVD                             | 1.174.334 | 15,46     |
| D66                             | 838.256   | 11,04     |
| GroenLinks                      | 421.792   | 5,55      |
| CD                              | 158.688   | 2,09      |
| SP                              | 153.230   | 2,02      |
| SGP                             | 101.230   | 1,33      |
| GPV                             | 53.987    | 0,71      |
| RPF                             | 48.094    | 0,63      |
| CP86                            | 36.445    | 0,48      |